# 신아프리카흑표당
신아프리카흑표당(영어: New Afrikan Black Panther Party, 약칭 : NABPP)은 마르크스-레닌-마오쩌둥주의 조직이다.